# De spiraal
De spiraal is een artistiek kunstwerk in Diemen.
Het beeld stamt uit 2003 en is ontworpen door Alex Vermeulen. Uit een vijver in een loze ruimte op een verkeerskruising (Provincialeweg en Weesperstraat) boort zich een stalen spiraal tegen de klok in de hemel in. Op het uiteinde staat een mens. Vermeulen gaf met dit beeld de vooruitgang van de mens weer, voortbouwend op een stevig fundament.
De plek heeft in het verleden een militaire rol gespeeld. Er werd hier bij het Weesper Tolhek gevochten tijdens de Pruisische inval in 1787. In 1806 kwam hier een van de Posten van Krayenhoff (Stelling aan de Sniep) te liggen, een verdedigingslinie rond Amsterdam.
In Rijswijk staat eenzelfde soort beeld uit 2004 van Vermeulen, alleen is de spiraal dan opgevuld met een kegel. De afgebeelde mens komt vaker voor in beelden van Vermeulen, zoals in Waalwijk bij de Steltloper.